# سختوراشن
سختوراشِن (به ارمنی: Սխտորաշեն) یا شیخ دورسون (به لاتین: Şıx Dursun) یک منطقه مسکونی در جمهوری آرتساخ است که در استان مارتونی واقع شده است.

## ویژگی‌ها
تنژری (ارمنی: Տնջրի) که در زبان ارمنی قره‌باغ به معنی درخت کاج است نام درختی است ۲۰۳۳ ساله در نزدیکی این روستا. درون این درخت یک فضای توخالی به مساحت ۴۴ متر مربع وجود دارد و در واقع بیش از ۱۰۰ نفر می‌توانند در کنار هم درون تنه این درخت بایستند.

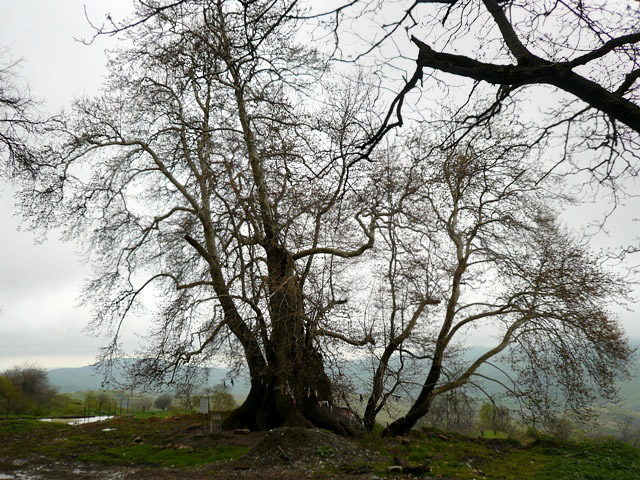

روستاییان درخت سختوراشن را به عنوان یک زیارتگاه مقدس می‌دانند. یک چشمه آب سرد به نام تنژرو در جلوی این درخت از زمین می‌جوشد. با توجه به کتیبه‌های سنگی قدیمی این چشمه به همت سه تن از افراد روستا حاصل شده‌است. در مسافت ۱۰۰ کیلومتری این چشمه روستای باستانی سختوراشن قرار دارد. با وجود گذشت زمان طولانی هنوز هم باقی‌مانده‌های ساختمان‌ها، کلیسا و محوطه و قبرها نشان از زندگی مردمان این روستا دارد. کلیسا متعلق به قرن شانزدهم می‌باشد و از روی نوشته‌های روی سنگ قبرها می‌توان دریافت که متعلق به زمان دورتر از قرن شانزدهم هستند. سختوراشن جدید هم در همان محوطه و در همان شیب واقع است. در این روستا نیز کلیسایی وجود دارد که به قرن بیستم تعلق دارد.